# 善友豊宗
善友 豊宗（よしとも の とよむね、生没年不詳）は、平安時代初期の貴族。氏姓は風早直のち善友朝臣。官位は従五位下・散位頭。

## 経歴
仁明朝初頭の承和元年（834年）外従五位下に叙せられる。承和6年（839年）10月に同系統の佐夜部穎主が佐夜部首から善友朝臣に改姓し、摂津国から左京四条二坊に移貫されると、11月になって豊宗も一族とともに風早直から善友朝臣に改姓し、伊予国から左京四条二坊に移貫されている。承和8年（841年）内位の従五位下、承和10年（843年）大炊頭に叙任された。承和15年（848年）2月に上総国で俘囚の丸子廻毛らが反乱を起こしてまもなく鎮圧されるが、5月になって豊宗は同国の権介に任ぜられている。
文徳朝では、嘉祥4年（851年）次侍従、仁寿2年（852年）散位頭と京官を務めた。

## 官歴
『六国史』による。
- 時期不詳：正六位上
- 承和元年（834年） 正月7日：外従五位下
- 承和6年（839年） 11月5日：風早直から善友朝臣に改姓、伊予国から左京四条二坊に移貫
- 承和8年（841年） 11月20日：従五位下（内位）
- 承和10年（843年） 2月10日：大炊頭
- 承和15年（848年） 5月28日：上総権介
- 嘉祥4年（851年） 4月1日：次侍従
- 仁寿2年（852年） 2月15日：散位頭